# The Blacklist: Redemption
The Blacklist: Redemption  es una serie de televisión estadounidense de género dramático creada por Jon Bokenkamp y protagonizada por Famke Janssen y Ryan Eggold. Se trata de una serie derivada de The Blacklist también creada por Bokenkamp y protagonizada por James Spader y Megan Boone. 
El 12 de mayo de 2017, NBC canceló la serie después de una temporada.

## Sinopsis
Tom Keen debe unir fuerzas con Susan Hargrave, la jefa de Halcyon Aegis una organización de mercenarios que se dedica a resolver los problemas que los gobiernos no se atreven a hacer, para cazar al atacante de su esposa Liz (Megan Boone). Mientras trabaja de encubierto, Tom descubre que Susan es su madre biológica y se encarrila en su propia misión secreta para descubrir más de su pasado.

## Elenco

### Personajes principales
- Famke Janssen como Susan «Scottie» Hargrave.
- Ryan Eggold como Christopher Hargrave/Tom Keen.
- Edi Gathegi como Matias Solomon.
- Tawny Cypress como Nez Rowan.

## Episodios
| Temporada | Temporada | Episodios | Episodios | Emisión original      | Emisión original    |
| Temporada | Temporada | Episodios | Episodios | Primera emisión       | Última emisión      |
| --------- | --------- | --------- | --------- | --------------------- | ------------------- |
|           | 1         | 8         | 8         | 23 de febrero de 2017 | 13 de abril de 2017 |

## Desarrollo

### Producción
El 29 de marzo de 2016 se dio a conocer que la NBC estaba desarrollando un spin-off de The Blacklist, con el episodio veintidós de la tercera temporada de la serie sirviendo como un piloto plantado para el proyecto.
El 14 de mayo, NBC dio luz verde a la realización de una serie bajo el título de The Blacklist: Redemption.

### Casting
El 29 de marzo de 2016, se reveló que Famke Janssen interpretaría a Susan «Scottie» Hargrave, un personaje que sería para Tom (Eggold), lo que Raymond «Red» Reddington (James Spader) es para Liz Keen (Boone) en la serie madre, y cuyo personaje sería introducido en el episodio veintiuno. Por otro lado, se dio a conocer que Edi Gathegi retomaría el personaje de Matias Solomon en el nuevo proyecto.
El 30 de marzo se anunció que Tawny Cypress fue contratada para interpretar a Nez Rowan, y su personaje sería parte vital de los últimos episodios de la tercera temporada de The Blacklist. El 5 de abril, se confirmó que Ryan Eggold sería el protagonista masculino de la serie, retomando su personaje de la serie madre.